# Theriophonum fischeri
Theriophonum fischeri là một loài thực vật có hoa trong họ Ráy (Araceae). Loài này được Sivad. miêu tả khoa học đầu tiên năm 1981.